# Jules Renard
Jules Renard (ur. 22 lutego 1864 w Châlons-du-Maine, zm. 22 maja 1910 w Paryżu) – francuski pisarz, autor powieści i sztuk teatralnych, znany również z prowadzonego w latach 1887–1910 dziennika.

## Życiorys
W młodości zrezygnował ze studiów na paryskiej École normale supérieure. W latach 1885–1886 odbył służbę wojskową. Pracował jako pomocnik adwokata. W roku 1886 rozpoczął pisać powieści i sztuki teatralne pozostające pod wpływem naturalizmu. Wiele uwagi poświęcał psychologii opisywanych postaci.
Renardowi sławę za życia przyniosła autobiograficzna powieść Rudzielec, napisana w 1894 roku, po śmierci zaś największą wagę przywiązuje się do wydanego blisko trzydzieści lat po zgonie pisarza dziennika. André Gide napisał o nim: „Chwilami tekst znakomity, doskonały; a nawet – o niespodzianko! – wzruszający”. Sam Renard w 1900 roku zanotował: „Odczytuję mój Dziennik. To jednak najlepsze i najbardziej pożyteczne z tego, co zapisałem”.
Zasłynął jako autor celnych, zwięzłych aforyzmów, które umieszczał w swoim dzienniku. Był zaprzyjaźniony z wieloma sławami paryskiego życia literackiego swoich czasów, znał m.in. Marcela Schwoba czy Ludwika-Alfreda Natansona, wydawcę „La Revue blanche”. W dzienniku zapisał wiele uwag o takich artystach, jak Paul Verlaine, Henri Toulouse-Lautrec, Sarah Bernhardt, Maurice Barrès czy Oscar Wilde.
Jules Renard w 1900 otrzymał Legię Honorową, a w 1907 roku został wybrany na członka Akademii Goncourtów. Zmarł przedwcześnie na miażdżycę tętnic w wieku 46 lat.

## Utwory wydane po polsku
- 1958 Rudzielec, tłum. Jadwiga Bułakowska (oryg. Poil de carotte)
- 1993 Dziennik, tłum. i oprac. Joanna Guze (oryg. Journal 1887-1910)